# 葺本光秀
葺本 光秀（ふきもと みつひで、1966年9月17日 - ）ものまねコンビ・ノブ&フッキーの"フッキー"。東京都立川市出身。相方は小沢信弘。身長174cm、血液型O型。

## 来歴
- 子役（東京放映テレビ）の経験があり、現在は相方ノブと共に日本テレビのものまね番組『ものまねバトル』フジテレビ『ものまね紅白歌合戦』『ものまね王座決定戦』出演中

- ＣＤアルバム〜所ジョージ『ハーレーの唄』に葺本光秀で２曲『雪ゆらゆら』『夜はつづくから』を収録。

- テレビ出演は『笑点』の華のコーナー１０回、『ダウンタウンの大晦日年越しスペシャル笑ってはいけないシリーズ初回の湯河原温泉宿』、『絶対に笑ってはいけない警察24時』、『絶対に笑ってはいけない新聞社24時』『水曜日のダウンタウン〜替え歌選手権』『ダウンタウンＤＸ』『とんねるず　みなさんのおかげでした〜二億四千万の瞳ものまねメドレー』など

## 代表作品（子役時代）

### ドラマ
- 『小さなスーパーマン ガンバロン』（1977年、日本テレビ）
- 『浮浪雲』（1978年、テレビ朝日、寺子屋生徒役）
- 『UFO大戦争 戦え! レッドタイガー』（1978年、東京12チャンネル）
- 『スパイダーマン』（1978年、東京12チャンネル）
- 『俺はあばれはっちゃく』第５話　無抵抗丸秘大作戦　（1979年、テレビ朝日）

　など

### 映画
- 『先生の通信簿』
- 『私のうちのおばあちゃん』
- 『わたんべの心臓病』（文部大臣賞作品）

### CM
- サントリー お中元（1977年～1978年）
- サントリー オレンジエード（和田アキ子と共演）
- S&B ママチャップカレー（青木和代と出演）
- カネボウ ノンフライカップきし麺（尾藤イサオと共演）
- リッカーミシン
- 白元ソックタッチ
- 尾崎商事　カンコー学生服
- タカラ 相撲ゲーム
- グリコ プリッツ・コロン・コメッコ
- ロッテ パコ、コーミソース

　など

### 音楽活動
- パチンコHEIWA ＣＲシティーハンター２　挿入歌 『SARA』

### ハーレーの歌（2012年）収録曲
- 雪ゆらゆら
- 夜は続くから

### モデル
- 第1回キヤノンフォトコンテスト初代イメージキャラクター（1979年）

## 関連性のある人物
- 小沢信弘 - ものまねコンビ『ノブ&フッキー』の相方『ノブ』